# Юго-Западный административный округ
Ю́го-За́падный администрати́вный о́круг (ЮЗАО) — один из 12 административных округов Москвы, находится на юго-западе города, разделён на 12 районов. Код ОКАТО — 45 293 000 000.
Занимает территорию в 111,3622 км², образован за границами исторического города и простирается от площади Гагарина за МКАД. Население — 1 435 550 чел. (2024), что составляет 10.92 % населения Москвы. Юго-Западный — четвёртый по населению округ Москвы.

## Информация
Основная линия метро в округе — Калужско-Рижская, идущая вдоль трассы Профсоюзной улицы. В районах Ясенево, Южное и Северное Бутово проходит Бутовская линия (единственная станция линии, расположенная не в ЮЗАО, — «Лесопарковая»).
Также в округе находятся несколько станций Серпуховско-Тимирязевской — «Нахимовский проспект», «Севастопольская», «Бульвар Дмитрия Донского», — Большой кольцевой — «Новаторская», «Воронцовская», «Зюзино», «Каховская», — и Троицкой линии — «Университет Дружбы Народов», «Генерала Тюленева». На севере округа расположена станция МЦК «Площадь Гагарина».
Станции «Воробьёвы горы», «Университет» и «Тропарёво» Сокольнической линии, и стация «Новаторская» Троицкой линии расположены на границе Юго-Западного и Западного округов, станция «Чертановская» — на границе с Южным округом, стация «Тютчевская» Троицкой линии — на границе с Новомосковским округом.

## Население
| 2002       | 2009       | 2010       | 2012       | 2013       | 2014       | 2015       |
| ---------- | ---------- | ---------- | ---------- | ---------- | ---------- | ---------- |
| 1 179 211  | ↗1 230 053 | ↗1 362 751 | ↗1 374 168 | ↗1 394 725 | ↗1 407 331 | ↗1 414 510 |
| 2016       | 2017       | 2018       | 2019       | 2020       | 2021       | 2023       |
| ↗1 426 227 | ↗1 427 284 | ↗1 437 242 | ↗1 445 006 | ↗1 448 130 | ↘1 431 903 | ↗1 432 679 |
| 2024       |            |            |            |            |            |            |
| ↗1 435 550 |            |            |            |            |            |            |

### Национальный состав
По итогам переписи населения 2020 года проживали следующие национальности (национальности менее 0,1 % и другое, см. в сноске к строке «Другие»):
| Национальность | Численность, чел. | Доля     |
| -------------- | ----------------- | -------- |
| Русские        | 997 896           | 69,69 %  |
| Татары         | 9937              | 0,69 %   |
| Армяне         | 7961              | 0,56 %   |
| Украинцы       | 5017              | 0,35 %   |
| Азербайджанцы  | 3567              | 0,25 %   |
| Узбеки         | 2931              | 0,20 %   |
| Грузины        | 2840              | 0,20 %   |
| Евреи          | 2703              | 0,19 %   |
| Таджики        | 1876              | 0,13 %   |
| Чеченцы        | 1446              | 0,10 %   |
| Киргизы        | 1438              | 0,10 %   |
| Другие         | 394 291           | 27,54 %  |
| Итого          | 1 431 903         | 100,00 % |

## Руководство
Первым префектом ЮЗАО в 1991—1993 годах был Юрий Притула, затем его сменил Пётр Аксёнов. В 2000—2005 годах префектом ЮЗАО являлся Валерий Виноградов, которого, в свою очередь, сменил Алексей Челышев. С 29 сентября 2010 года после отставки мэра Москвы Юрия Лужкова Алексей Челышев стал временно исполняющим обязанности префекта, однако формальный приказ об этом был подписан новым мэром Сергеем Собяниным только 1 ноября.
C 11 ноября 2010 года Алексей Челышев переназначен на должность префекта «на срок полномочий мэра». 17 апреля 2012 года префектом назначен Виктор Фуер. 18 декабря 2012 года Виктор Фуер назначен префектом Центрального административного округа, а новым префектом ЮЗАО стал Олег Волков, занимавший должность заместителя префекта.

## Районы округа
| №  | Название района | Соответствующий муниципальный округ | Площадь, га | Население (на 01.01.2020), чел. | Плотность населения (на 01.01.2020), чел. / км² | Площадь жилого фонда (на 01.01.2010), тыс. м² | Жилплощадь на человека (на 01.01.2010), м²/чел. |
| -- | --------------- | ----------------------------------- | ----------- | ------------------------------- | ----------------------------------------------- | --------------------------------------------- | ----------------------------------------------- |
| 1  | Академический   | Академический                       | 583.44      | ↗114 228                        | 19578.36                                        | 2467,04                                       | 22,7                                            |
| 2  | Гагаринский     | Гагаринский                         | 549.91      | ↘80 493                         | 14637.49                                        | 2095,3                                        | 26,7                                            |
| 3  | Зюзино          | Зюзино                              | 545.04      | ↘123 288                        | 22619.99                                        | 2132,3                                        | 17,5                                            |
| 4  | Коньково        | Коньково                            | 717.91      | ↗152 544                        | 21248.35                                        | 3098,8                                        | 20,4                                            |
| 5  | Котловка        | Котловка                            | 394.41      | ↗65 708                         | 16659.82                                        | 1104,06                                       | 17,0                                            |
| 6  | Ломоносовский   | Ломоносовский                       | 333.75      | ↘87 044                         | 26080.6                                         | 2881,5                                        | 33,9                                            |
| 7  | Обручевский     | Обручевское                         | 610.94      | ↘87 258                         | 14282.58                                        | 1741,99                                       | 21,7                                            |
| 8  | Северное Бутово | Северное Бутово                     | 913.38      | ↘97 516                         | 10676.39                                        | 1751                                          | 20,0                                            |
| 9  | Тёплый Стан     | Тёплый Стан                         | 750         | ↘131 899                        | 17586.53                                        | 2406,4                                        | 19,1                                            |
| 10 | Черёмушки       | Черёмушки                           | 551.86      | ↗107 951                        | 19561.3                                         | 1656,71                                       | 16,3                                            |
| 11 | Южное Бутово    | Южное Бутово                        | 2553.74     | ↗211 116                        | 8266.93                                         | 4195                                          | 23,4                                            |
| 12 | Ясенево         | Ясенево                             | 2536.65     | ↗176 505                        | 6958.19                                         | 2969,3                                        | 16,4                                            |

## Религия

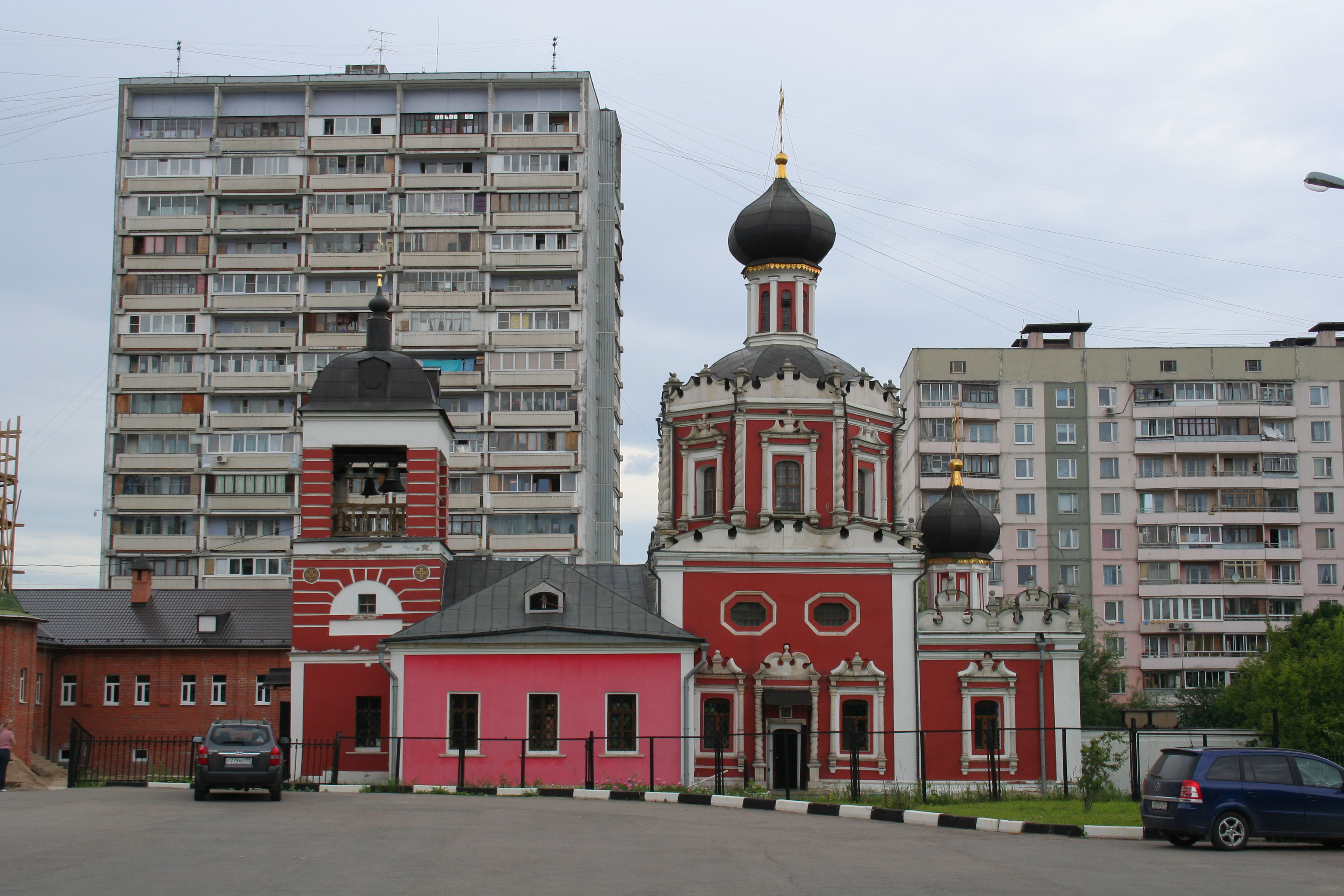
Храм Троицы Живоначальной в Конькове

Православные храмы и приходы Юго-Западного округа объединены в Юго-Западное викариатство Московской городской епархии Русской православной церкви, которое включает Андреевское благочиние и Параскево-Пятницкое благочиние. По состоянию на декабрь 2011 года в округе числилось 36 храмов и часовен, в том числе 3 Патриарших подворья и 15 действующих приходских храмов. Фондом «Поддержки строительства храмов города Москвы» в рамках своей программы «200 храмов Москвы» планируется строительство восьми модульных храмов. На сентябрь 2024 года, согласно информации, размещённой Юго-Западным викариатством на своём сайте, на территории викариатства находится 64 храма и часовни, находящихся как в ведении оной, так и в ведении других ставропиг и викариатств.